# عبدالواسع جبلی
بدیع‌الزمان عبدالواسع بن عبدالجامع غرجستانی جَبَلی از ادیبان و شاعران سده ۶ق است.
جبلی از خاندانی علوی بود و در غرجستان چشم به جهان گشود. او به مدح شاهان هم‌زمان خود از غوریان، سلجوقیان و محمودیان پرداخت، تا در سال ۵۵۵ق درگذشت. او در شعر عربی نیز دست داشت. نمونه‌ای از شعر جبلی:
| گفتار لطیف و خوی نیکوست ترا        |  | خوبی و لطافت صفت و خوست ترا     |
| عیب تو جز این نیست که در عشق یکیست |  | بیگانه و خویش و دشمن و دوست ترا |

## نقد
قصیدۀ مشهور «منسوخ شد مروت» که به وی منسوب است در دیوان سنایی هم هست. مطلع آن این است:
| منسوخ شد مروت و معدوم شد وفا وز هر دو نام ماند چو سیمرغ و کیمیا |  | {{{2}}} |

محسن شریفی صحی در مقاله‌ای با بررسی اشعارش نشان می‌دهد که جبلی به‌طور گسترده اقدام به تمام انواع سرقت ادبی، مخصوصاً انتحال و اغاره از دیوان سنایی غزنوی کرده‌است.